# Neivamyrmex ectopus
Neivamyrmex ectopus es una especie de hormiga guerrera del género Neivamyrmex, subfamilia Dorylinae. Esta especie fue descrita científicamente por Wilson en 1985.